# X My Heart

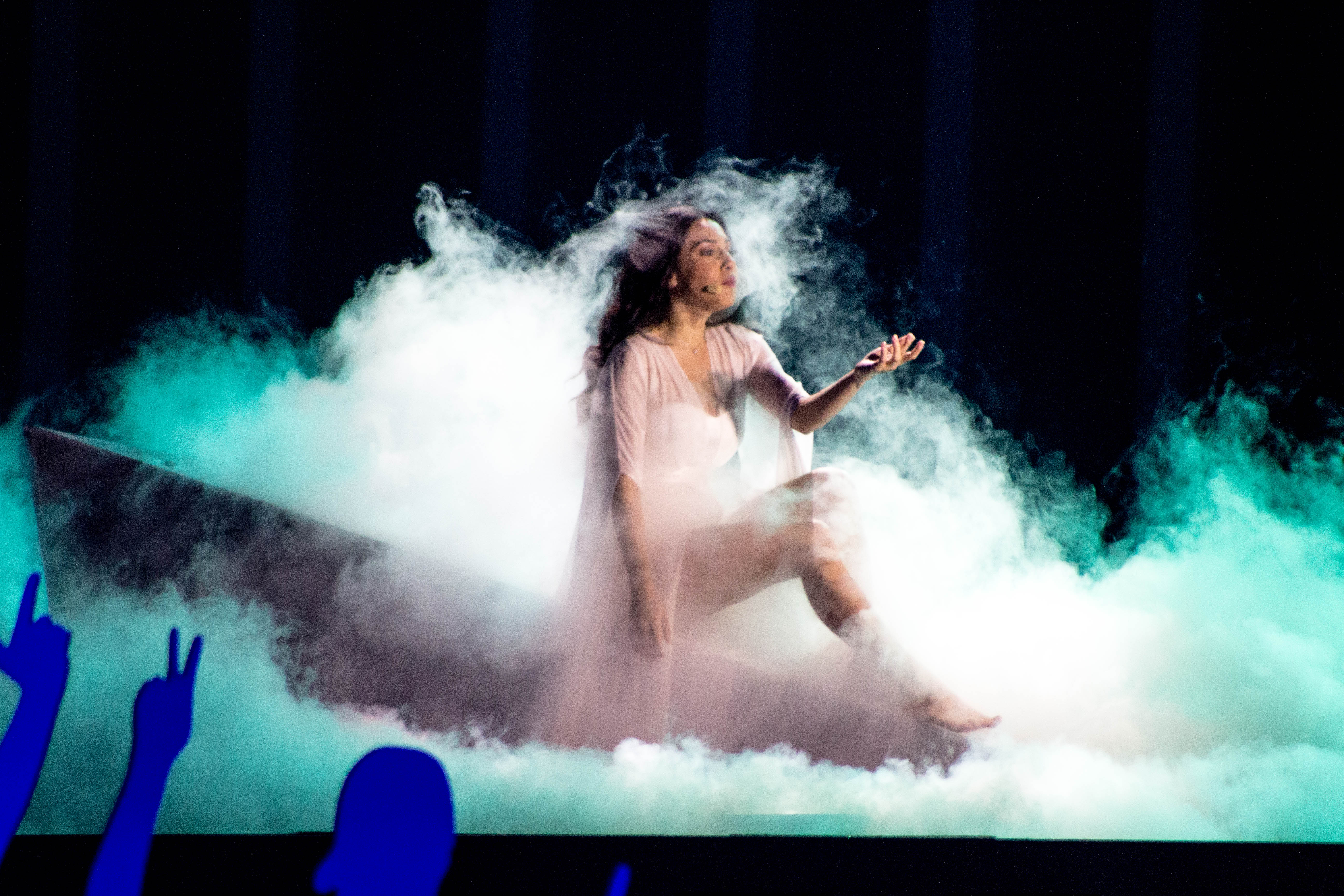

X My Heart é uma canção da cantora azeri Aisel. Esta canção representará o Azerbaijão no Festival Eurovisão da Canção 2018.

## Faixas
| Descarga digital |              |         |  |
| N.º              | Título       | Duração |  |
| 1.               | "X My Heart" | 3:02    |  |